# Куршаки (Башкортостан)
Куршаки (баш. Көршәк) — деревня в Иглинском районе Башкортостана, входит в состав Чуваш-Кубовского сельсовета.

## Население
| 2002 | 2009 | 2010 |
| ---- | ---- | ---- |
| 210  | ↗221 | ↘219 |

## Географическое положение
Расположена на правом берегу Лобовки в 1,5 км к северо-западу от села Чуваш-Кубово, в 10 км к северо-востоку от Иглино и в 35 км от Уфы.
Имеется подъездная дорога от автодороги Иглино — Кудеевский. Ближайшая ж.-д. платформа Чуваши (на линии Уфа — Челябинск) находится в Чуваш-Кубово.

## Известные уроженцы
- Пономарёв, Павел Иванович (1903—1944) — участник Великой Отечественной войны, Герой Советского Союза.